# Painkiller (album)
Painkiller je dvanácté studiové album britské heavymetalové skupiny Judas Priest. Poprvé se na něm objevuje nový bubeník – Američan Scott Travis – zároveň je to poslední deska skupiny se zpěvákem Robem Halfordem až do jeho návratu v roce 2005. Album je výrazně ovlivněno speed metalem a thrash metalem a oproti předchůdcům je výrazně drsnější a energičtější. Byla to poslední deska se zpěvákem Halfordem, který se později vydal na sólovou dráhu.

## Nahrávání
Painkiller je první album Judas Priest, na kterém účinkoval bubeník Scott Travis. Jeho předchůdce, Dave Holland, ve skupině působil deset let (od roku 1979). Travis byl původně členem skupiny Racer X, původem z Los Angeles. Jeho styl hraní s dvojitými basovými bubny a technikou blast beat dal skupině nový, tvrdší zvuk.
Deska byla nahrána v Miraval Studios ve Francii na začátku roku 1990 a dokončeno později téhož roku ve Wisseloord Studios v Nizozemsku. Producentem byl Chris Tsangarides, poprvé od roku 1976.
Klávesista Don Airey byl přizván, aby zahrál klávesy na písni „A Touch of Evil“. V roce 2020 Airey přiznal, že zdvojnásobil většinu basových partů alba na syntezátoru Minimoog, aby tím dosáhl výrazného basového zvuku alba. Dodal, že Hill v té době byl nemocný a skupina ho poprosila nahrát basové party. Hodně basů na desce je ve skutečnosti syntezátor.

## Vydání
Přestože album bylo hotové již v březnu roku 1990, vydání bylo odloženo kvůli probíhajícímu soudnímu procesu. Kapela byla obviněna z toho, že jejich nahrávka byla příčinou pokusů dvou mladých mužů o sebevraždu v Nevadě v prosinci roku 1985. V srpnu 1990 byl soud nakonec zrušen; skupina album vydala 3. září na LP, kazetách a CD.
V lednu 1991 se album stalo zlatým. V květnu 2001 vyšel jeho remaster na CD, s živou verzí skladby „Leather Rebel“ a s dříve nevydanou „Living Bad Dreams“. Album bylo nominováno na cenu Grammy za Nejlepší metalové vystoupení roku, ale prohrálo s coververzí „Stone Cold Crazy“ od skupiny Metallica.

## Ohlas kritiky
Drtivá většina reakcí na album byla pozitivní, zejména ze strany metalové komunity, ale i kritiky. Steve Huey z Allmusic album pochválil a prohlásil ho za jedno z nejlepší desku Judas Priest. Mikesn ze Sputnikmusic desku ohodnotil 5 hvězdičkami z 5 a uvedl: „Painkiller je plný nezapomenutelných riffů a sól od dua Glenn – K. K. Nejlepší momenty na albu jsou spojení ostrých riffů s ječivým Halfordovým zpěvem. Všechny skladby jsou nabité energií, členové skupiny jako by se ve skvělých výkonech navzájem ještě podporovali.“

## Halfordův odchod
Skupina se po vydání alba vydala na turné. Po jeho ukončení, v květnu 1992, zpěvák Rob Halford skupinu opustil a po zbytek 90. let se zbytkem kapely přerušil kontakt. Důvodem k odchodu bylo jednak rostoucí napětí mezi členy skupiny, jednak Halfordova touha objevovat nové hudební sféry – za tímto účelem založil metalovou skupinu Fight. Judas Priest zůstali několik let neaktivní, nakonec se znovu zformovali v roce 1996 s novým zpěvákem, Timem Owensem. Se skupinou nahrál dvě studiová alba, Jugulator a Demolition.

## Seznam skladeb
Všechny skladby složili Glenn Tipton, Rob Halford a K. K. Downing, pokud není uvedeno jinak.
| Pořadí | Název                          | Autor                                       | Délka |
| ------ | ------------------------------ | ------------------------------------------- | ----- |
| 1.     | Painkiller                     |                                             | 6:06  |
| 2.     | Hell Patrol                    |                                             | 3:37  |
| 3.     | All Guns Blazing               |                                             | 3:58  |
| 4.     | Leather Rebel                  |                                             | 3:35  |
| 5.     | Metal Meltdown                 |                                             | 4:48  |
| 6.     | Night Crawler                  |                                             | 5:45  |
| 7.     | Between the Hammer & the Anvil |                                             | 4:49  |
| 8.     | A Touch of Evil                | Tipton, Halford, Downing, Chris Tsangarides | 5:45  |
| 9.     | Battle Hymn (instrumentální)   |                                             | 0:58  |
| 10.    | One Shot at Glory              |                                             | 6:49  |

| Bonusové skladby (2001) | Bonusové skladby (2001)                                                     | Bonusové skladby (2001) |
| Pořadí                  | Název                                                                       | Délka                   |
| ----------------------- | --------------------------------------------------------------------------- | ----------------------- |
| 11.                     | Living Bad Dreams                                                           | 5:20                    |
| 12.                     | Leather Rebel (živě, nahráno ve Foundations Forum, Los Angeles, Kalifornie) | 3:38                    |

## Obsazení
- Rob Halford – zpěv
- K.K. Downing – kytara
- Glenn Tipton – kytara
- Ian Hill – baskytara (připsán, ale nehrál na albu)
- Scott Travis – bicí

- Don Airey – klávesy, syntezátor, baskytara